# Per Ankre
Per Ankre, norveški rokometaš, * 4. avgust 1948, Oslo.
Leta 1972 je na poletnih olimpijskih igrah v Münchnu v sestavi norveške rokometne reprezentance osvojil deveto mesto.